# Annie Vernay
Pour les articles homonymes, voir Vernay.
Annie Martine Jacqueline Vermeersch, plus connue sous le nom d'Annie Vernay, est une actrice française née à Genève le 21 novembre 1921 qui a vécu à Contes (Alpes-Maritimes) et morte du typhus à Buenos Aires le 18 août 1941.

## Biographie
À quinze ans, elle est élue « Miss Séduction 37 » et obtient peu après un petit rôle dans Le Mensonge de Nina Petrovna de Victor Tourjansky. Jusqu'en 1940, elle est la vedette de six autres films, dont : Tarakanowa de Fedor Ozep (versions française et italienne) (1938) ; Le Roman de Werther de Max Ophüls (1938), où elle trouve son rôle le plus marquant, elle y retrouve son partenaire de Tarakanova, Pierre Richard-Willm, avec lequel elle forme un couple de cinéma idéal ; Les Otages de Raymond Bernard (1939).
Sur le bateau qui l'emporte vers Hollywood, elle tombe malade et meurt à Buenos Aires (Argentine), à l'âge de dix-neuf ans. Ses deux derniers films, Dédé la musique d'André Berthomieu et Le Collier de chanvre de Léon Mathot, sortent en France après sa mort.

## Filmographie
- 1937 : Le Mensonge de Nina Petrovna de Victor Tourjansky
- 1938 : Tarakanowa de Fedor Ozep
- 1938 : La principessa Tarakanova de Fedor Ozep et Mario Soldati (version italienne du film précédent)
- 1938 : Le Roman de Werther de Max Ophüls : Charlotte
- 1939 : Les Otages de Raymond Bernard
- 1939 : Chantons quand même de Pierre Caron
- 1939 : Dédé la musique d'André Berthomieu
- 1940 : Le Collier de chanvre de Léon Mathot